# Drift & Die
Drift & Die è il terzo singolo del gruppo post grunge statunitense Puddle of Mudd, tratto nel 2002 dall'album Come Clean sebbene facesse già parte del loro album di debutto del 1994 Stuck.
Nonostante sia meno popolare di singoli quali Blurry e She Hates Me, Drift & Die viene ancora spesso trasmesso nelle radio rock, e nell'estate del 2002 ha raggiunto la prima posizione nella classifica Billboard Hot Mainstream Rock Tracks, rimanendovi per sei settimane.
La canzone è stata inclusa in una compilation del canale televisivo musicale canadese MuchMusic, intitolata Big Shiny Tunes 7.

## Classifiche
| Classifica (2002)                       | Posizione migliore |
| --------------------------------------- | ------------------ |
| US Billboard Hot 100                    | 61                 |
| US Billboard Hot Mainstream Rock Tracks | 1                  |
| US Billboard Alternative Songs          | 3                  |